# Liste von Sakralbauten in der Freien Hansestadt Bremen

Karte der Freien Hansestadt Bremen.

Die Liste von Sakralbauten der Freien Hansestadt Bremen ist untergliedert in:
- Liste von Sakralbauten in Bremen
- Liste von Sakralbauten in Bremerhaven